# Michel Daerden

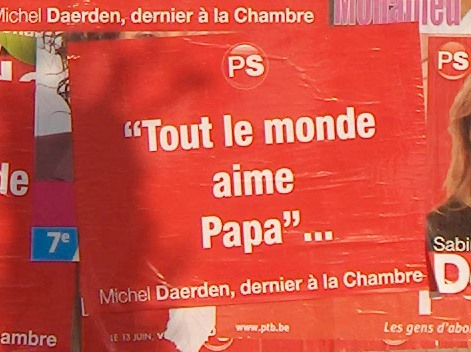
Verkiezingsaffiche van Michel Daerden, parlementsverkiezingen juni 2010

Michel J. Daerden (Baudour, 16 november 1949 – Fréjus, 5 augustus 2012) was een Waals-Belgisch politicus van de PS en was vanaf 7 juli 2010 volksvertegenwoordiger in het Waals Parlement en van het Parlement van de Franse Gemeenschap. Hij was federaal minister van Pensioenen en Grootstedenbeleid.

## Biografie

### Opleiding, beroepsleven en persoonlijkheid
Zoals zijn familienaam laat vermoeden zijn de voorvaderen van Daerden afkomstig uit Vlaanderen, Zuid-Limburg en bij de industrialisering naar Luik geëmigreerd.
Daerden behaalde een licentiaatsdiploma handels- en financiële wetenschappen aan de Hautes Etudes Commerciales (Handelshogeschool) in Luik in 1971 en een licentiaatsdiploma Toegepaste Economische Wetenschappen en een diploma van bedrijfsrevisor aan de Universiteit van Bergen in 1975 respectievelijk 1977. Sinds 1976 had hij een bedrijfsrevisorenkantoor in Loncin, binnen de socialistische partij een ongewoon beroepsprofiel, maar sinds het opnemen van zijn eerste ministerschap in 1994 werkte hij niet meer als revisor en liet hij zijn kantoor over aan zijn zoon Frédéric Daerden. Ook werd hij docent aan de Hautes Etudes Commerciales. 
Voor een minister viel op dat Daerden zich vaak buiten de schijnwerpers hield. Hij verscheen in de media als een man die altijd lachte en weinig woorden gebruikte en gold privé als een levensgenieter.

### Politieke carrière
Daerden kwam uit een socialistische familie en was aan zijn carrière in de partij begonnen als raadgever van machtigste Luikse PS-politicus van dat ogenblik, André Cools, met name bij het beheer van intercommunales. Zijn eerste politieke mandaat bekleedde Daerden als gemeenteraadslid in Ans, in 1982 werd hij voor het eerst verkozen in deze functie. 
In 1987 kwam hij voor het eerst in de Kamer van volksvertegenwoordigers voor het arrondissement Luik en bleef er zetelen tot in 1991, daarna zetelde hij van 1991 tot 1995 als rechtstreeks gekozen senator in de Senaat. Zowel in de Kamer als in de Senaat was Daerden actief in de commissie Financiën. Door de toen bestaande dubbelmandaten zetelde hij tussen 1988 en 1995 automatisch ook in de Waalse Gewestraad en de Raad van de Franse Gemeenschap. In de Waalse Gewestraad was hij in 1992 voor enkele maanden secretaris. Bij de verkiezingen van 1995 opteerde Daerden voor de Kamer, waar hij tot in 2009, door zijn ministeriële functies hoofdzakelijk als titelvoerend Kamerlid, bleef zetelen. In 2009 werd hij verkozen in het Waals Parlement en het Parlement van de Franse Gemeenschap, waar hij bleef zetelen tot aan zijn dood in 2012.
In december 1994 werd Daerden voor het eerst minister. In de federale regering Dehaene I kreeg hij toen een ministerpost met als bevoegdheden Wetenschapsbeleid en Infrastructuur, een bevoegdheid die hij overnam van Jean-Maurice Dehousse, die burgemeester van Luik werd. Na de verkiezingen van 1995 werd hij minister van Verkeer in de regering Dehaene II en kreeg hij te maken met dossiers over bijvoorbeeld de hst-aanleg naar Nederland en Duitsland, het faillissement van de RMT, de schuld van de NMBS, de overname van Sabena door Swissair en de vraag vanuit Antwerpse havenkringen om de IJzeren Rijn opnieuw in gebruik te nemen.
Ondertussen was Daerden in 1991 schepen en ten slotte in 1993 burgemeester van Ans geworden, waar hij tot in 2011 titulair burgemeester was (het ambt van burgemeester en minister is in België niet combineerbaar). Ook had hij zich geleidelijk van zijn mentor Cools verwijderd en toenadering gezocht tot Guy Mathot. Binnen de Luikse PS-federatie namen Daerden en Mathot in de jaren 1990 daardoor een middenpositie in tussen de twee machtigste groepen, de groep rond de vermoorde André Cools enerzijds en de groep rond José Happart anderzijds. Van 1993 tot 1995 was hij voorzitter van de Luikse federatie van de PS en wist in deze functie een zekere pacificatie in de federatie tot stand te brengen.
Na federale en regionale verkiezingen in 1999 stapte Daerden op ministerieel niveau over naar het regionale niveau. Hij werd eerst minister van Beroepsopleiding en Huisvesting in de Waalse regering, vanaf 2000 werd hij viceminister-president van deze regering met als bevoegdheden Begroting, Huisvesting, Uitrusting en Openbare Werken en vanaf 2003 tegelijkertijd minister van Begroting in de Franse Gemeenschapsregering. Na de regionale verkiezingen van 2004 werd hij viceminister-president in zowel de Franse Gemeenschapsregering met als bevoegdheden Financiën en Begroting en vanaf 2007 ook Ambtenarenzaken en Sport, als in de Waalse regering, met als bevoegdheden Begroting, Financiën, Uitrusting en tot 2007 tevens Erfgoed. Hij bleef regionaal minister tot in juli 2009.
Bij de gemeenteraadsverkiezingen van 2006 in Ans haalde de PS met hem als lijsttrekker de absolute meerderheid. Op 28 maart 2011 zette de gemeenteraad van Ans hem uit zijn functie als burgemeester, een beslissing die van zijn eigen partij uitging en in gang was gezet door de groep rond zijn voormalige rechterhand Stéphane Moreau. Kort daarna gaf Daerden ook zijn ontslag als gemeenteraadslid. Bij de verkiezingen van 2012 was het de bedoeling dat hij de PS-lijst in Saint-Nicolas zou trekken, maar dit ging door zijn vroegtijdige overlijden niet door.

### Vermeende dronkenschap tijdens optredens
Aan Daerdens onbekendheid kwam abrupt een einde bij de gemeenteraadsverkiezingen van 8 oktober 2006, toen hij in enkele interviews op de RTBF en de lokale televisie zijn verkiezingsoverwinning becommentarieerde en volgens sommigen dronken leek. Deze interviews werden internationaal ongewoon populair als filmpjes op YouTube. Hijzelf had dit over de zaak te vertellen: "[Of hij gedronken had?] Niet meer dan gewoonlijk. (…) Sinds een twintigtal jaar beelden de mensen zich op geregelde tijdstippen in dat ik dronken ben. Maar geloof mij, ook al lijk ik joviaal, langzaam pratend en houterig, toch is alles goed doordacht." De filmpjes op YouTube met Daerden op 8 oktober 2006 werden meer dan anderhalf miljoen keer bekeken. Daerden werd na de verkiezingen de populairste politicus van Wallonië. Ook op de Olympische Zomerspelen 2008 leek hij dronken.
Op 17 juli 2009 legde Daerden de eed af als minister van Pensioenen en Grootstedenbeleid in de regering-Van Rompuy I. Hij nam deze bevoegdheden over van partijgenote Marie Arena, die bij de herschikking uit de regering verdween. Daerden behield deze functies in de regering-Leterme II en bleef uiteindelijk minister tot in december 2011. Daarna nam hij opnieuw zijn parlementaire functies op.
Daerden kwam begin januari 2010 opnieuw in opspraak toen hij kennelijk dronken in de Senaat optrad. De pers beschreef zijn optreden als "giechelend en lijzig" en citeerde hem: "Ik presenteer eerst een groenboek en daarna een witboek. Hi hi." Opnieuw verdedigde Daerden zich door te stellen dat hij absoluut niet dronken was en zijn vreemd taalgebruik wellicht veroorzaakt werd doordat hij Nederlands in plaats van Frans sprak. Desalniettemin waarschuwde de Belgische premier Yves Leterme dat dit optreden niet voor herhaling vatbaar was.
Opvallend was dat dergelijke fel bekritiseerde optredens zijn politieke succes niet schaadden: bij de federale verkiezingen van 13 juni 2010 werd hij in zijn kieskring als lijstduwer met meer dan 70.000 voorkeurstemmen rechtstreeks verkozen, maar hij nam zijn zetel niet in. Hij liet zich graag in volkse milieus zien en noemde zichzelf "papa".

### Overlijden
Op 26 juli 2012 werd Michel Daerden tijdens een vakantie in Frankrijk getroffen door een dubbele hartaanval, waarna hij in een kunstmatige coma werd gehouden. Op 5 augustus 2012 overleed hij na enkele vruchteloze pogingen om hem uit coma te halen. Op maandag 13 augustus 2012 vond de begrafenis plaats.

## Trivia
- Daerden had aan het begin van zijn carrière een Porsche, wat hem de bijnaam "kameraad Porsche" opleverde.
- Guy Mathot, eveneens PS-kopstuk, was vriend van Daerden en ze hadden beiden een villa in het Zuid-Franse Saint-Raphaël in dezelfde straat.
- De zoon van Daerden, Frédéric Daerden, is politicus voor de PS en burgemeester in Herstal, voormalig lid van het Europees Parlement en volksvertegenwoordiger.
- Daerdens broer Jean-Louis Daerden werd OCMW-voorzitter van Ans.
- Daerden was een vrijmetselaar.[7]